# خرمن آکروس
خرمن آکروس (اسپانیایی: Germán Aceros‎; ۳۰ سپتامبر ۱۹۳۸ – ۲۹ اکتبر ۲۰۱۸) بازیکن فوتبال اهل کلمبیا بود.
از باشگاه‌هایی که در آن بازی کرده‌است می‌توان به باشگاه فوتبال دپورتیوو پریرا، باشگاه فوتبال میلوناریوس، باشگاه فوتبال ایندپندینته مدئین، و باشگاه ورزشی دیپورتیوو کالی اشاره کرد.
وی همچنین در تیم ملی فوتبال کلمبیا بازی کرده‌است.